# Chrysobothris pampas
Chrysobothris pampas es una especie de escarabajo del género Chrysobothris, familia Buprestidae. Fue descrita científicamente por Thomson en 1879.